# Teorema de Sharkovsky
O Teorema de Sharkovsky é um resultado sobre sistemas dinâmicos discretos. Foi nomeado em homenagem a Oleksandr Mykolaiovych Sharkovskiy, que o publicou em 1964. Uma das implicações do teorema é que se um sistema dinâmico discreto na linha real tem um ponto periódico de período 3, então ele deve ter pontos periódicos de todos os outros períodos

## Definições Preliminares

### Ponto Fixo
Dado um conjunto {\displaystyle X} e uma função {\displaystyle f:X\rightarrow X} um ponto {\displaystyle x} é dito um ponto fixo da função {\displaystyle f} se {\displaystyle f(x)=x}. O ponto x é um ponto periódico de período {\displaystyle n_{0}\in N} se {\displaystyle f^{n_{0}}(x)=x} e {\displaystyle f^{n}(x)\neq x} para todo {\displaystyle n<n_{0}}. Onde {\displaystyle f^{n}(x)} é a composta de {\displaystyle f} por {\displaystyle f} {\displaystyle n} vezes.